# Isodromus zhaoi
Isodromus zhaoi is een vliesvleugelig insect uit de familie Encyrtidae. De wetenschappelijke naam is voor het eerst geldig gepubliceerd in 1997 door Li & Xu.